# Nizas (Hérault)
Nizas é uma comuna francesa na região administrativa de Occitânia, no departamento de Hérault. Estende-se por uma área de 8,53 km². Em 2010 a comuna tinha 688 habitantes (densidade: 80,7 hab./km²).